# 明海省
明海省（越南语：／），是1976年至1996年间位于越南湄公河三角洲的省份，省莅前期在明海市社，后期在金瓯市社，今属薄寮省和金瓯省。

## 地理
明海省北接后江省和坚江省，东南临南海，西南临泰国湾。面积为7697平方千米，1991年人口为1604881人。

## 历史
1975年12月20日，越南劳动党政治局通过合并南部省份的决议。次年1月1日，金瓯省（南越称安川省）和薄寮省合并为金瓯-薄寮省。3月10日，改名为明海省。
明海省下辖明海市社、金瓯市社2市社和週城縣、架涞县、洪民县、玉显县、太平县、陈文泰县、永利县7县，省莅在明海市社。
1977年7月11日，撤销週城縣，并入架涞县、永利县和太平县。
1978年12月29日，明海省增设金瓯县、福隆县、乌明县、富新县、丐渃县、南根县6县。
1983年8月30日，撤销金瓯县，并入金瓯市社和架涞县、太平县、丐渃县。
1984年5月17日，福隆县并入洪民县，富新县并入丐渃县，明海市社改名为薄寮市社。
1984年12月17日，南根县改名为玉显县，玉显县改名为登瑞县。
1984年12月18日，明海省莅从薄寮市社迁至金瓯市社。
1996年时，明海省下辖金瓯市社、薄寮市社2市社和丐渃县、登瑞县、架涞县、洪民县、玉显县、太平县、陈文泰县、乌明县、永利县9县。
1996年11月6日，越南国会通过决议，撤销明海省，恢复薄寮省和金瓯省。薄寮省下辖薄寮市社和架涞县、永利县、洪民县3县；金瓯省下辖金瓯市社和登瑞县、丐渃县、玉显县、太平县、乌明县、陈文泰县6县。

## 行政区划
1996年，明海省下辖2市社9县。
- 金瓯市社
- 薄寮市社
- 丐渃县
- 登瑞县
- 架涞县
- 洪民县
- 玉显县
- 太平县
- 陈文泰县
- 乌明县
- 永利县